# Jan Pieter van Baurscheidt de Jonge

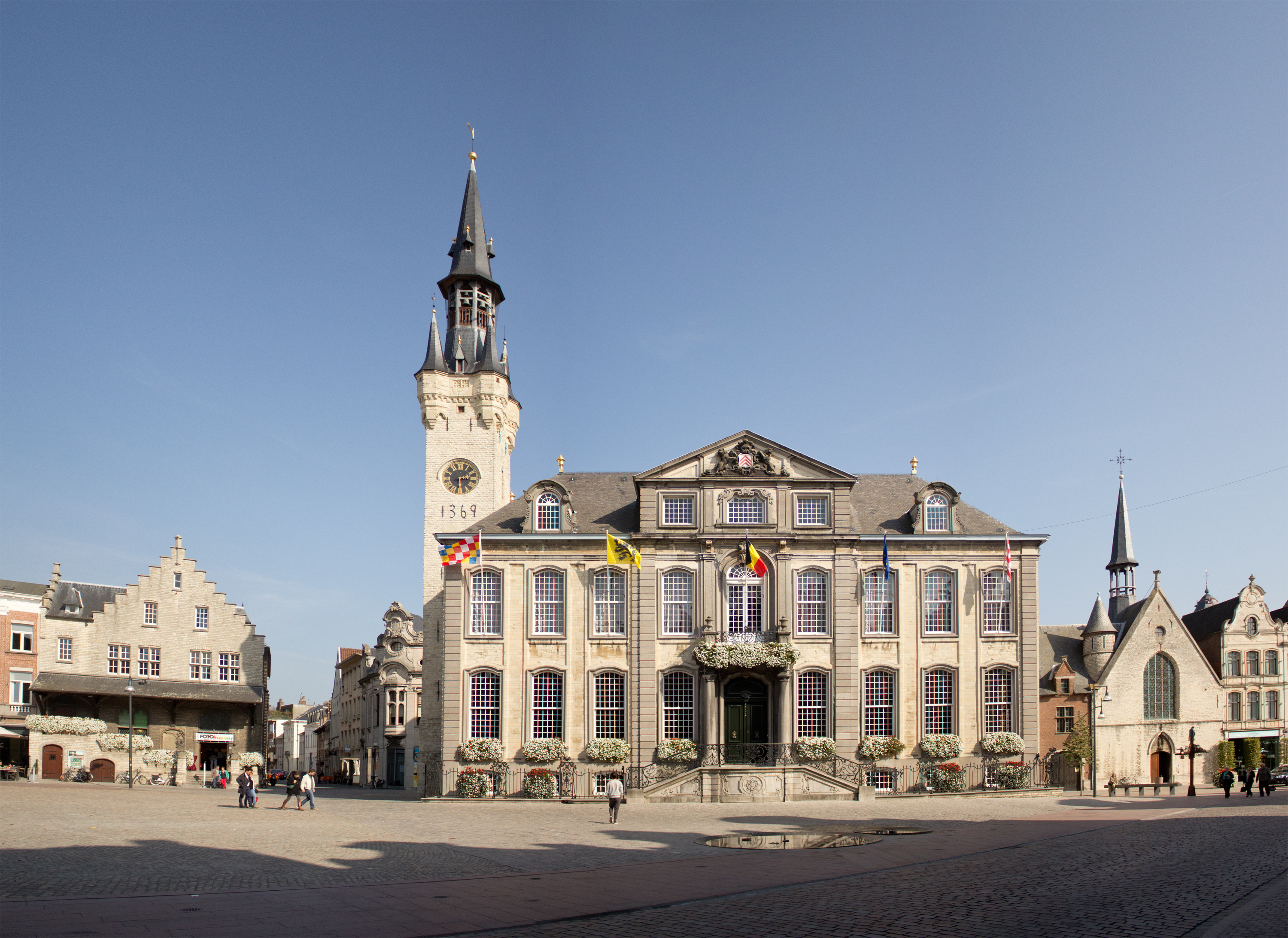
Stadhuis van Lier, een schepping van Jan Pieter van Baurscheidt de Jonge

Jan Pieter van Baurscheidt de Jonge (Antwerpen, 1699 - aldaar,1768) was een bouwmeester die werkte in zowel de Zuidelijke als de Noordelijke Nederlanden. Hij gaf de voorkeur aan de rococostijl.
Hij was de zoon van Jan Pieter van Baurscheidt de Oudere. Oorspronkelijk werkte hij, evenals zijn vader, als beeldhouwer maar na diens dood werd hij architect. Zijn eerste grote projecten realiseerde Van Baurscheidt de Jonge in de Noordelijke Nederlanden. Vanaf 1741 was hij directeur en docent aan de Antwerpse Kunstacademie, die hij losmaakte van het Sint-Lucasgilde. 

## Ontwerpen

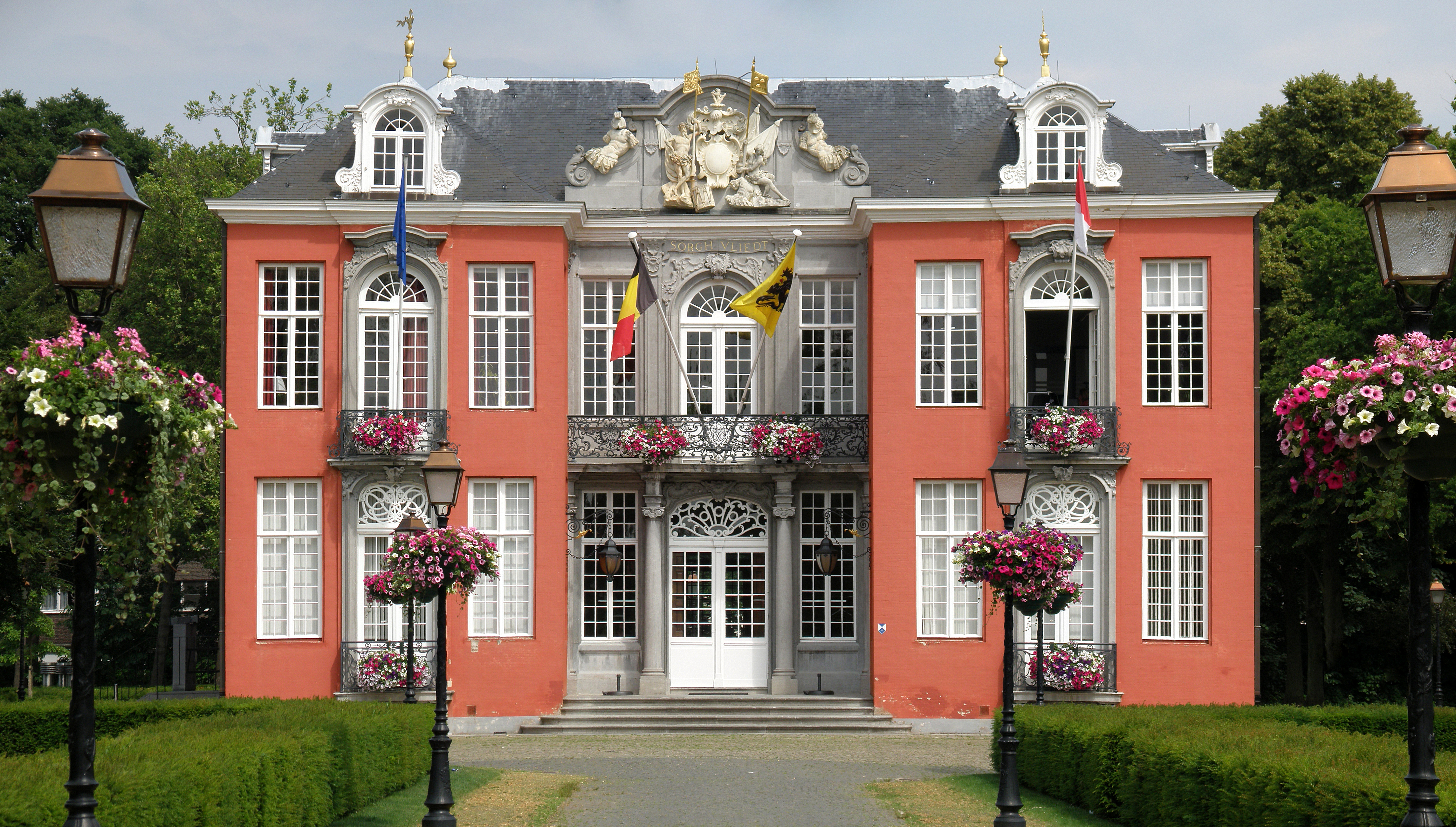
Kasteel Sorghvliedt in Hoboken.

- Beeldenhuis aan de Prins Hendrikstraat in Vlissingen, (voorgevel) uit 1730.

- Kasteel van Loenhout

- Buitenhuis in Sint-Jan ten Heere op Walcheren in 1732-1736 (gesloopt in 1876).

- Van Dishoeckhuis in Vlissingen uit 1733 (afgebroken in 1986).

- Van de Brandehuis aan de Lange Delft in Middelburg uit 1733 (verwoest tijdens de Tweede Wereldoorlog).

- Huis Huguetan in Den Haag (1734, samen met Daniel Marot)[1]

- Koepoort (Middelburg) in Middelburg uit 1735.

- Het Hotel de Fraula aan de Antwerpse Keizersstraat uit 1737.

- Buitenhuis Der Boede in Koudekerke uit ca. 1740[2].

- Sint-Pieterskerk aan de Grote Markt te Turnhout: Restauratie en verbouwing (herbouwen van de zijbeuken en de kruisbeuk) (anno 1740).[3]

- Het stadhuis van Lier, uit 1741.

- Het huidige Paleis op de Meir, gebouwd van 1745-1750 aan de Meir te Antwerpen met een voorgevel van Bentheimer zandsteen. Het is een stadspaleis dat gebouwd is voor een rijk koopman, Van Susteren genaamd.

- Het Hotel Arnould du Bois de Vroylande, Lange Nieuwstraat 94 in Antwerpen uit 1748-1751.

- Het Osterriethhuis (ook bekend als hotel Osterrieth) aan de Meir 85 te Antwerpen uit 1749.

- De Grooten Robijn, Lange Nieuwstraat 22-24 in Antwerpen uit 1749-1750.

- Het kasteel Sorghvliedt te Hoboken bij Antwerpen (1750).

- Ook het Van de Perrehuis aan het Hofplein te Middelburg is door hem ontworpen. Het stamt uit 1766 en is gebouwd voor de Zeeuwse regent Johan Adriaan van de Perre[4]

- Het jachtpaviljoen in Putte (bij Mechelen), tot in 2010 in gebruik als gemeentehuis

- Het Onze-Lieve-Vrouwaltaar van de Sint-Pauluskerk (Antwerpen) (1650).

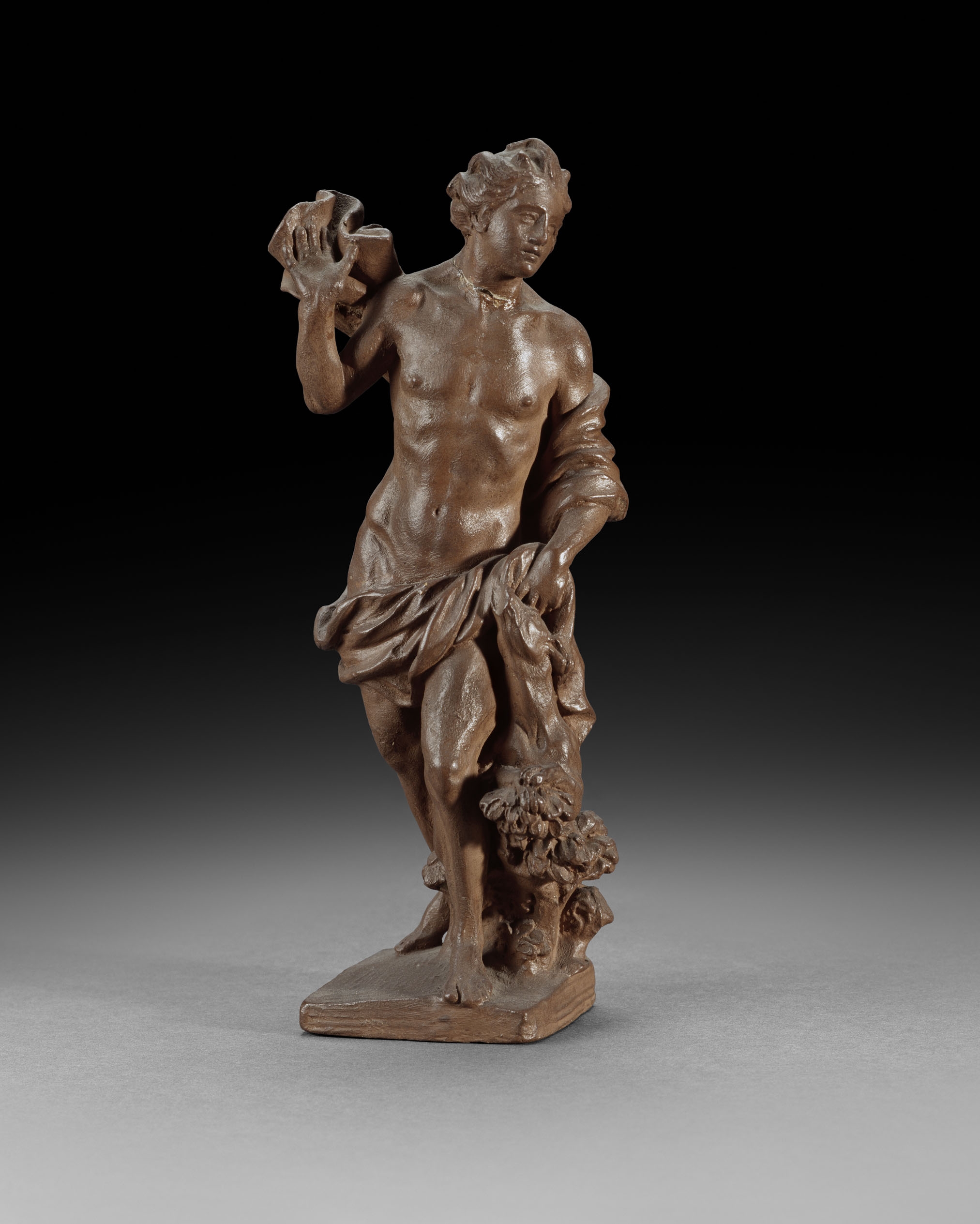
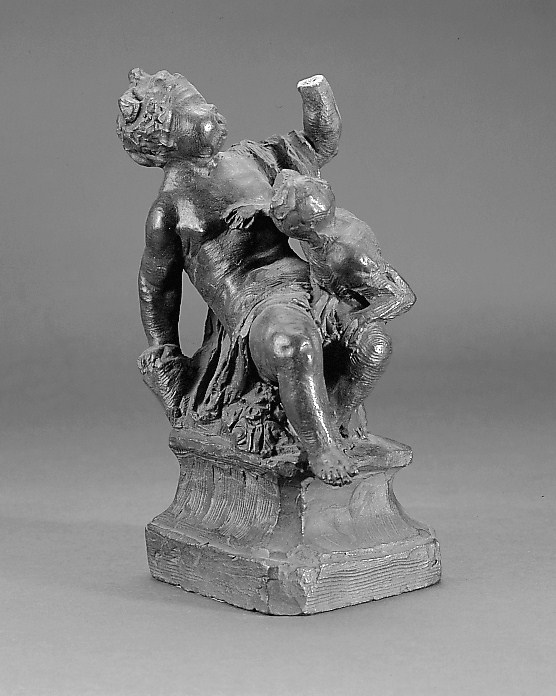
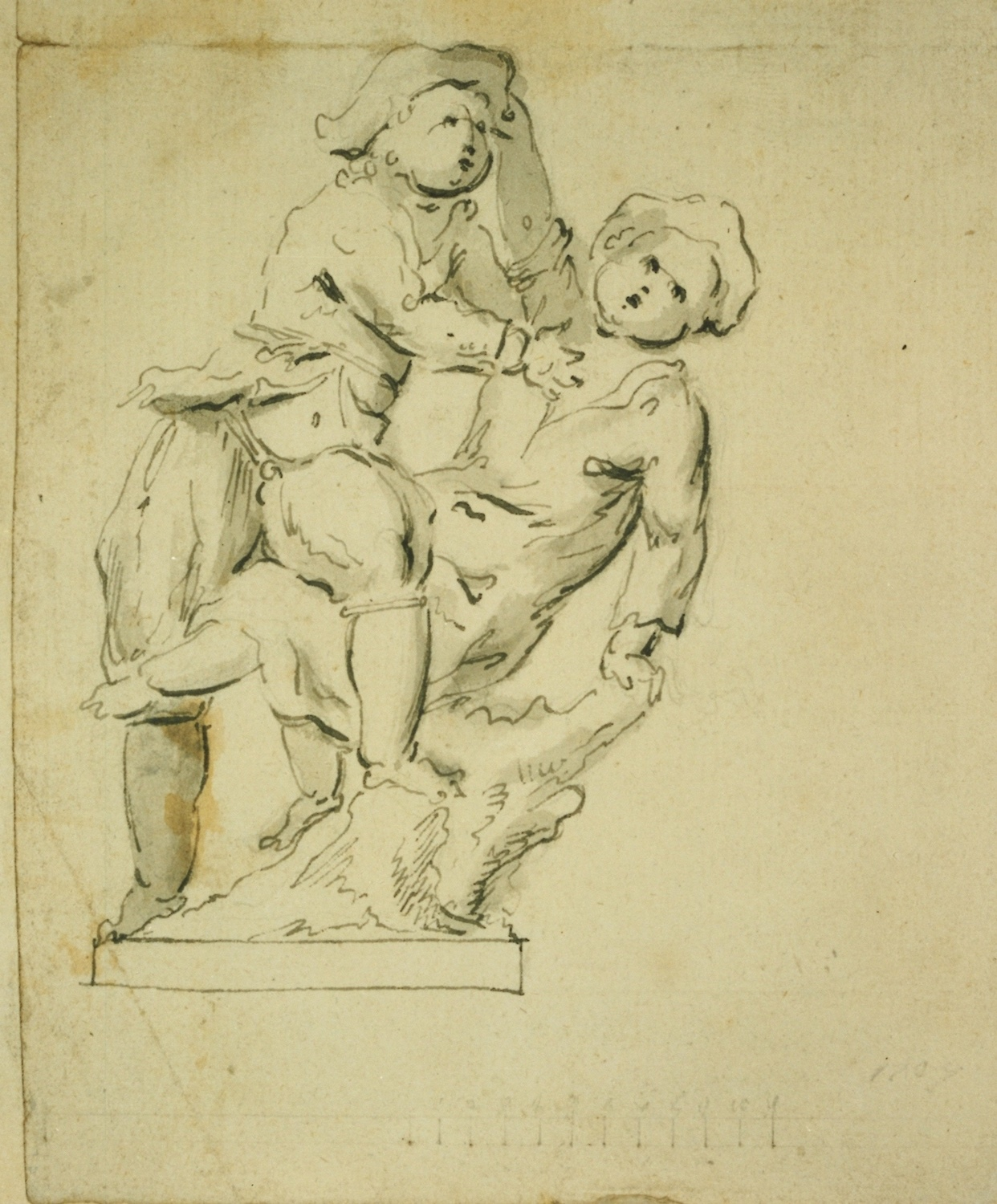
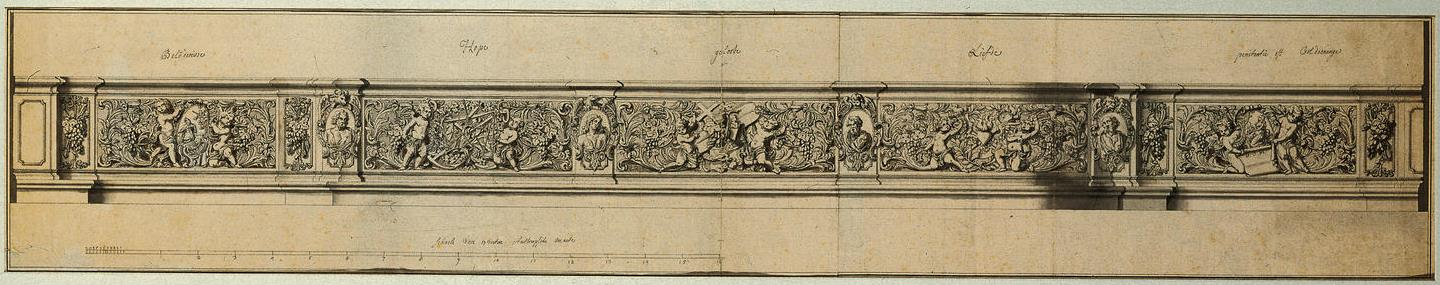
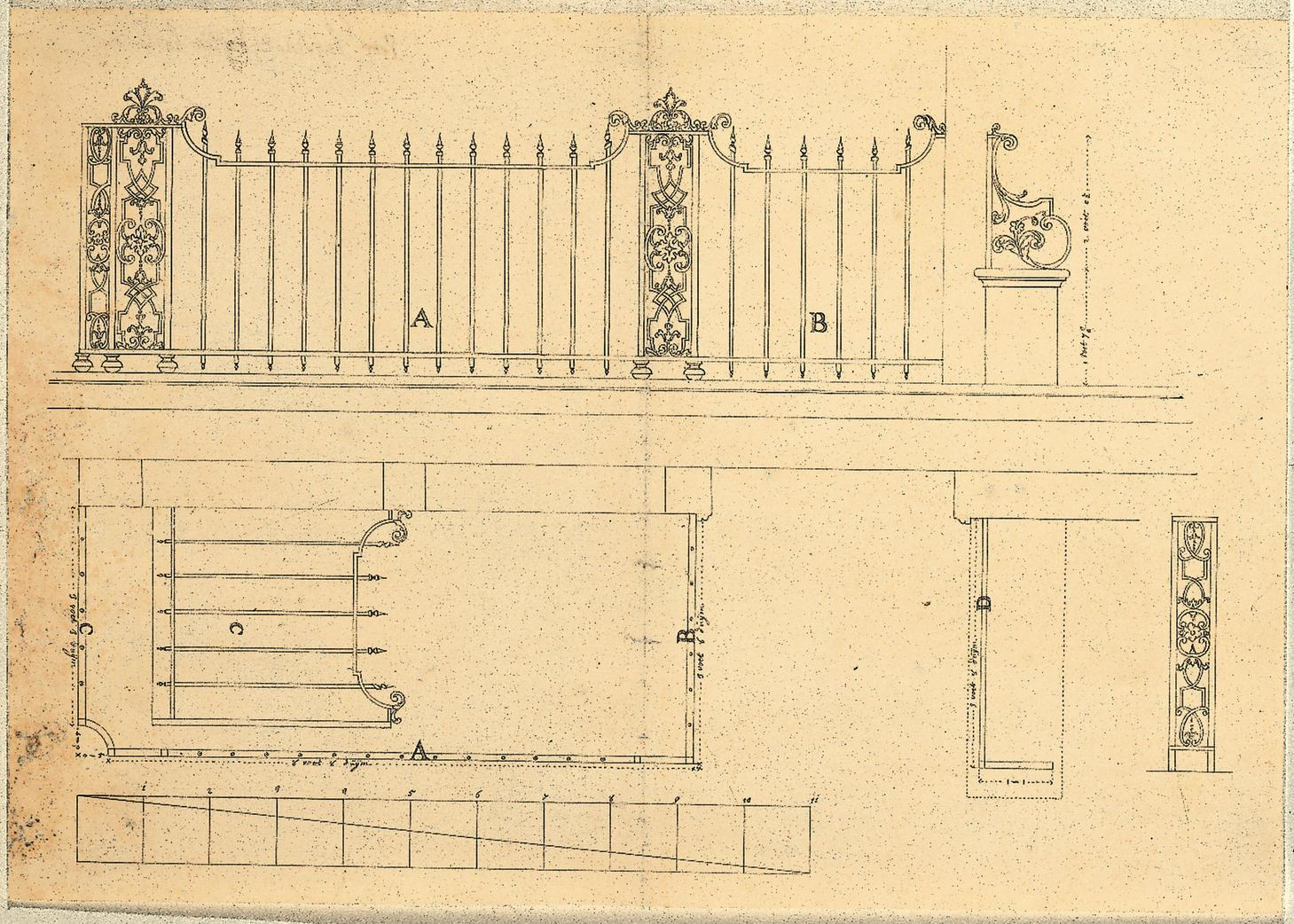
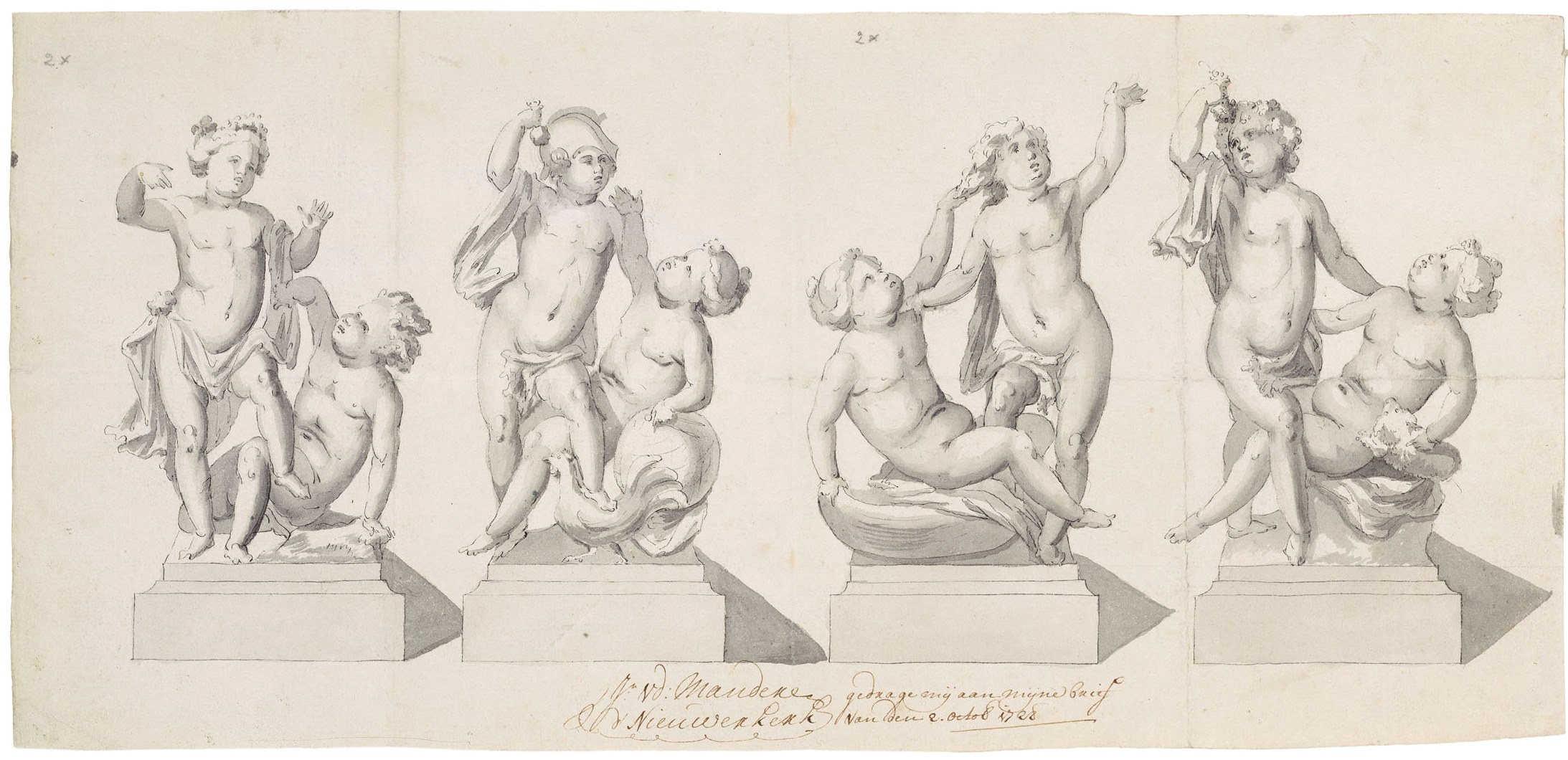
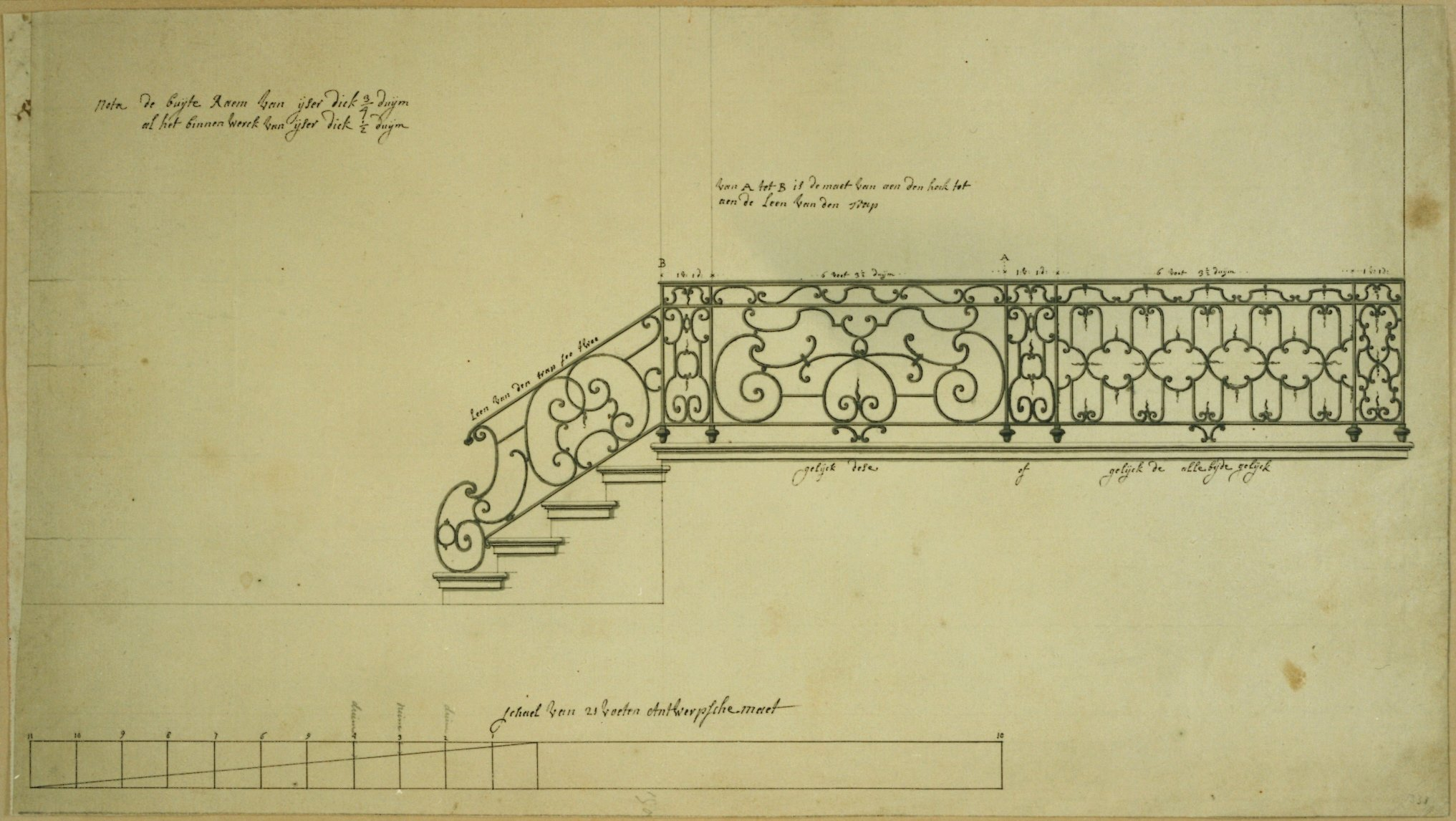